# Монополія (гра)
Монопо́лія — популярна настільна гра у жанрі економічної стратегії, опублікована компанією Parker Brothers (підрозділом компанії Hasbro).
Гравці змагаються за надбання економічних переваг визначеною правилами гри економічної активності, включаючи купівлю, оренду та торгівлю власністю з використанням іграшкових грошей. Гравці здійснюють ходи по спеціальній дошці, по черзі кидаючи гральні кістки, що визначають дальність ходу. Мета гри — довести до банкрутства всіх інших гравців.
Гра стала надбанням міжнародної популярної культури і була ліцензована у 103 країнах та надрукована 37 мовами.

## Правила

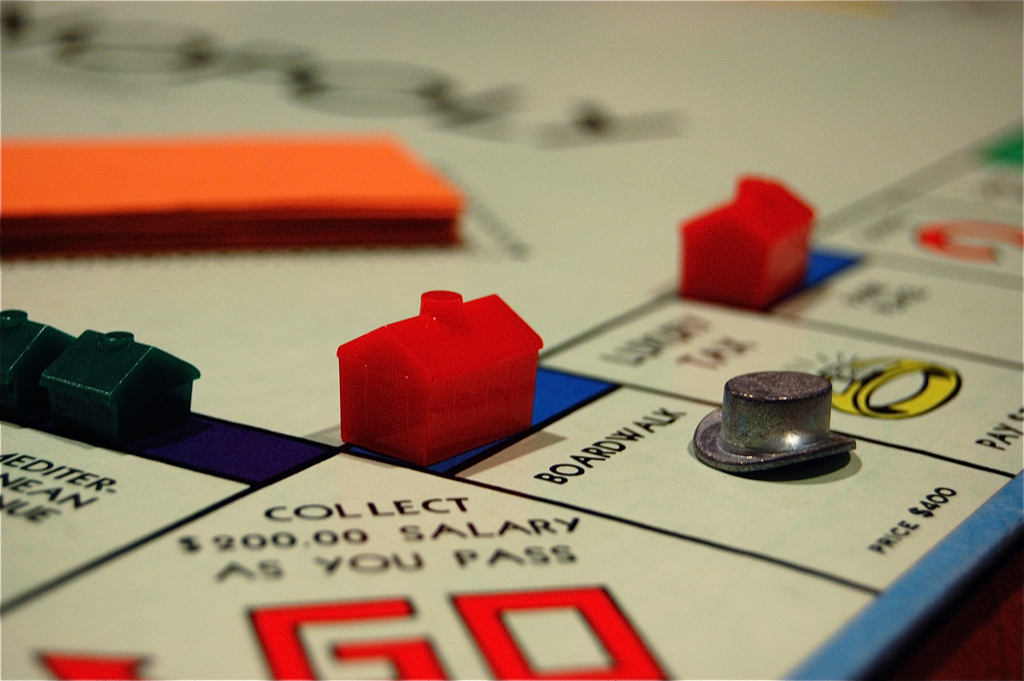
Фішка гравця та мініатюри готелів на дошці

На початку гравці ділять між собою гроші, кожен отримує 1500 іграшкових доларів, решта грошей кладуться в «банк». Один з гравців отримує роль «банкіра», він збирає податки, штрафи, дає позики, визначає відсотки за зберігання грошей, а також встановлює ціну на все майно, яке він продає та виставляє на аукціон. Якщо в банку закінчуються іграшкові гроші, банкір може видати їх скільки завгодно, написавши суму на звичайному папері. Решта гравців домовляються про те, в якому порядку ходитимуть; або вирішують це кидком кубика: першість надається тому, хто викине більше значення, далі черга передається за годинниковою стрілкою. Банкір може грати, як і решта (наприклад, якщо гравців замало), але гроші банку тоді тримає окремо від своїх.
Гра відбувається на квадратному полі, по периметру якого розташовані клітинки. Кожен гравець має фішки, які рухає зі стартової клітинки ліворуч. Кидком кубика визначається на скільки клітинок за хід переміститься фішка. Гравці ходять, починаючи з банкіра. При цьому декілька фішок різних гравців можуть опинятися на одній клітинці. Кожна клітинка має записані на ній умови, котрі необхідно виконати, як-от купити нерухомість або інше майно, сплатити орендну плату, податки, вирушити до в'язниці тощо. Фішки рухаються по клітинках коло за колом доти, поки не буде визначено переможця.
Існує декілька умов, які можуть бути на клітинках:
- «Виплата» — коли фішка знову опиняється наприкінці ходу на стартовій клітинці, чи перетинає її, банк виплачує власнику фішки 200 доларів.
- «Придбання власності» — закінчивши хід на ній, гравець може купити вказану на клітинці власність, витративши свої гроші. Він може не робити цього, тоді банкір виставляє власність на аукціон і її купує той гравець, який запропонує найвищу ціну. Власник бере картку, що підтверджує право власності. Власність можна закласти в банк, щоб отримати гроші; тоді картка перевертається.
- «Орендна плата» — коли гравець завершує хід на клітинці, де міститься власність іншого гравця, то мусить сплатити йому орендну плату. Якщо власність закладена в банк, орендна плата не стягується. Власник повинен повідомити про стягнення плати; якщо він цього не зробить, орендар не платить нічого. Також власник клітинки може збільшувати плату, зводячи на ній будинки. Тоді він купує в банку фігурку й кладе її на клітинку. Збудувавши 4 будинки, власник може обміняти їх на 1 готель. Якщо банк не має такої власності, гравець може купити її в іншого гравця. Будинки та готелі можуть бути продані назад банку в будь-який час за половину ціни, сплаченої за них. Власність може бути віддана банку під заставу та викуплятися за її суму плюс 10 %.
- «Шанс» і «Скриня» — ці клітинки містять картки з різними ефектами. Їх можна використати одразу, відкласти на потім, або продати іншому гравцеві.
- «Податок на прибуток» — якщо фішка опиняється на цій клітинці, гравець платить банку певну суму в доларах чи відсотках від загальної суми.
- «В'язниця» — гравець потрапляє до в'язниці якщо 1) його фішка опинилася наприкінці ходу на цій клітинці; 2) він витягнув картку «Йди до в'язниці» або 3) тричі поспіль викинув однаковий результат обох кубиків. Його фішка ставиться на клітинку «В'язниця» незалежно від того, де була перед цим, і гравець не отримує при цьому виплату за перетин стартової клітинки. Щоб звільнитися з в'язниці, потрібно виконати одну з умов: 1) сплатити штраф; 2) викласти картку «Вийти з в'язниці» (її можна отримати на клітинці «Шанс» або купити в іншого гравця); 3) викинути однакове значення на кубиках у наступні 4 ходи. Потім фішка рухається за звичайними правилами. Навіть перебуваючи у в'язниці, гравець може купувати та продавати майно чи збирати орендну плату.
- «Безкоштовна парковка» — ця клітинка не дає жодних прибутків або штрафів, якщо закінчити на ній хід.

Гравець вибуває з гри, якщо в нього виявляється замало грошей, щоб сплатити іншому гравцеві чи банку. Майно вибулого гравця банк продає з аукціону. Останній гравець (крім банкіра) стає переможцем.

## Ігровий набір

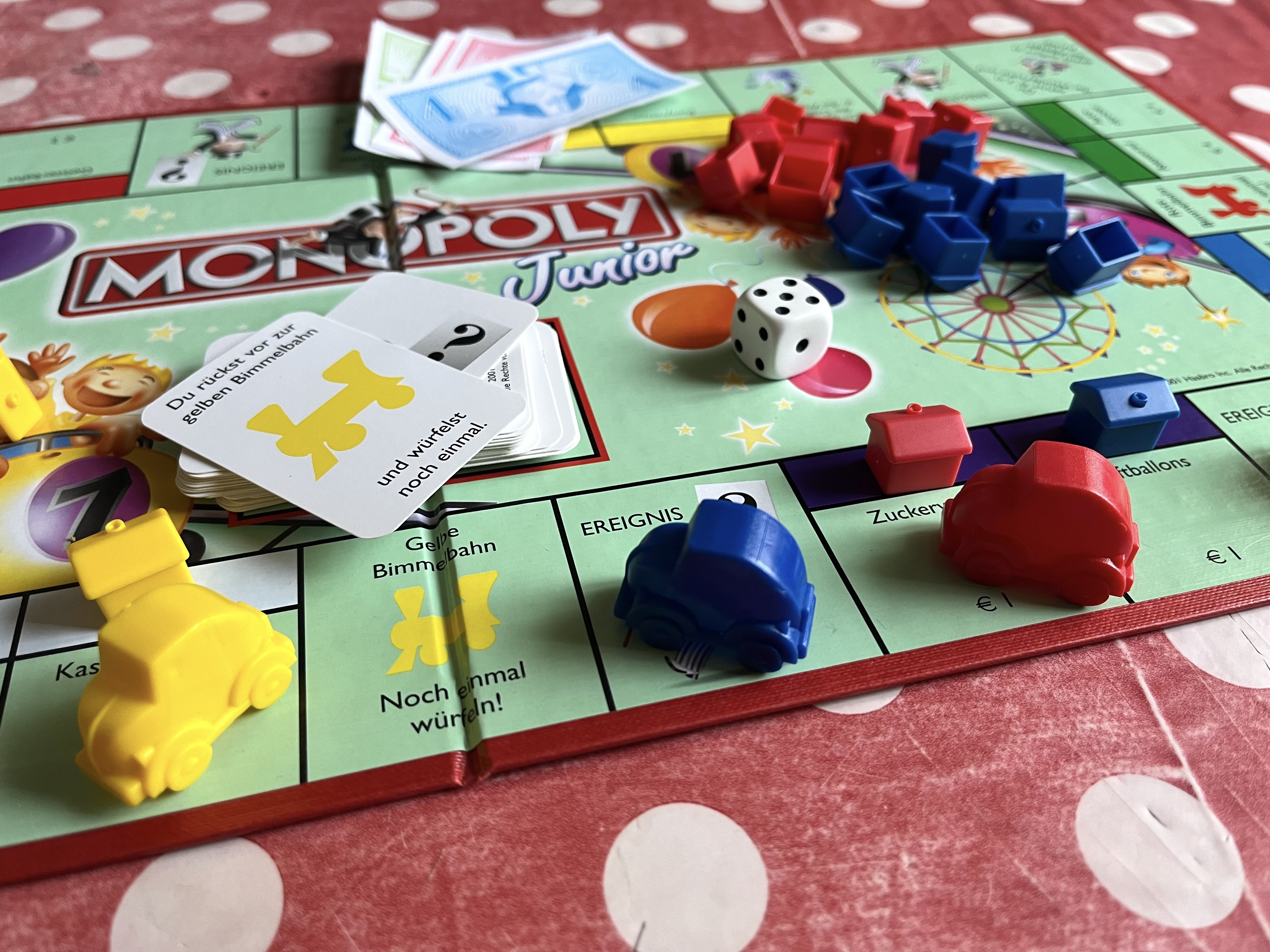
Ігровий набір

Типовий набір для гри в «Монополію» містить:
- ігрову дошку
- 8 фішок
- 28 карток прав власності
- 16 карток «Шансу»
- 16 карток «Скрині»
- 32 мініатюри будинків
- 12 мініатюр готелів
- 2 кубики
- пачку іграшкових грошей
- інструкції.

Фішки гравців зазвичай мають такі форми:
- капелюх-циліндр
- крейсер
- гоночний автомобіль
- собака
- кішка
- гумова качечка
- пінгвін
- наперсток (у деяких виданнях тиранозавр).

## Історія

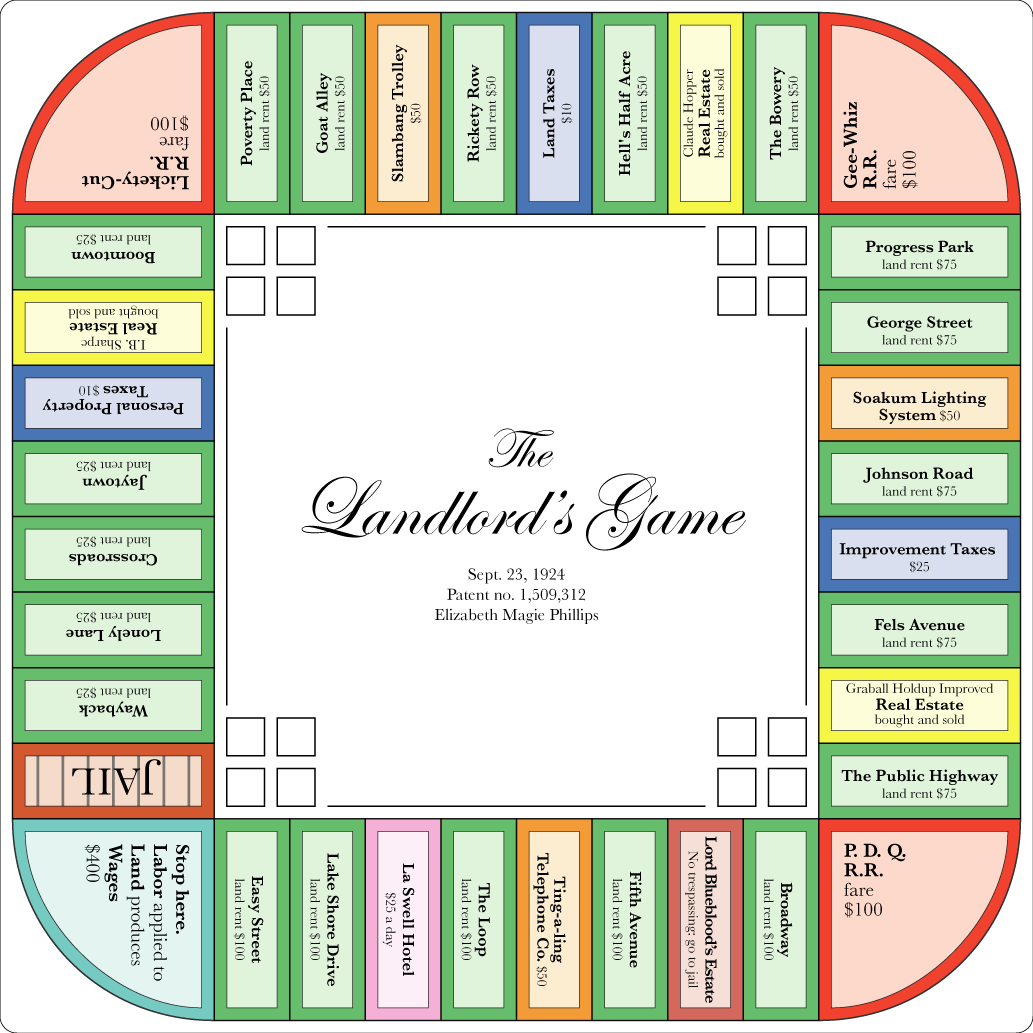
Дошка «Гри лендлорда» версії 1924 року

Попередницею «Монополії» була «Гра лендлорда» чи «Землевласник» (The Landlord's Game, створена у 1903 році американською антимонополісткою Елізабет (Ліззі) Мегі. Вона сподівалася, що пояснить через гру теорію єдиного податку Генрі Джорджа та негативні аспекти концентрації землі у приватних монополіях. У грі Мегі були ігрові гроші, активи та майно, які можна було купити та продати. Гравці позичали гроші або в банку, або один в одного, і повинні були платити податки. Фішки рухалися по колу на дошці, в кутках якої містилися клітинки Матір-Земля, Притулок, Громадський парк і В'язниця. Коли гравці перетинали клітинку Матері-Землі, то вважалося, що вони попрацювали, та отримували «зарплату». Гравців, у яких закінчилися гроші, відправляли в Притулок. Потрапивши на певні клітинки, вони потрапляли у В'язницю, звідки могли звільнитися, сплативши штраф, або викинувши дубль у свій хід. Існувало два набори правил: монопольний і антимонопольний. Антимонопольні правила винагороджували усіх гравців під час створення багатства, тоді як правила монополії стимулювали витіснення опонентів з гри.
У 1905 році Мегі опублікувала гру в нью-йоркській фірмі Economic Game Company, заснованій нею та її однодумцями. «Гра лендлорда» стала популярною серед лівих інтелектуалів і в університетських містечках, і ця популярність зростала в наступні 30 років. Згодом вона прижилася в спільноті квакерів в Атлантик-Сіті. Наступне видання гри видала Adgame Company у Вашингтоні, округ Колумбія, в 1932 році. Ця версія включала назви вулиць на клітинках та інші зміни у вигляді дошки. У 1932 році компанія Parker Brothers придбала патент Елізабет за $500. Третє видання було опубліковане Parker Brothers у 1939 році, але швидко відкликане. Мегі померла в 1948 році. Її внесок став широко відомим тільки в 1973 році, коли Ральф Анспах, який зазнав судової критики з боку Parker Brothers через створення гри «Антимонополія» (Anti-Monopoly), дізнався її історію.
Автором «Монополії» вважається Чарльз Дерроу. В 1932 році, він з дружиною гостював у свого друга Чарльза Тодда, де вони зіграли в «Гру лендлорда». Дерроу вперше грав у «Гру лендлорда» та попросив у сімейства Тоддів письмовий набір правил. Parker Brothers купили авторські права на гру у Дерроу, але коли компанія дізналася, що Дерроу не був винахідником гри, то купила права на патент у Мегі. Parker Brothers розпочала маркетинг гри під назвою «Монополія» 5 листопада 1935 року. Художник-мультиплікатор Ф. О. Александер взяв участь у розробці дизайну. 31 грудня 1935 року Чарльзу Дерроу було видано патент США № US 2026082 A на дизайн ігрової дошки. Патент був переданий Parker Brothers Inc. У оригінальних ігрових наборах власність була названа на честь вулиць у Атлантик-Сіті, Нью-Джерсі.
Parker Brothers почали ліцензувати «Монополію» для продажу за межами Сполучених Штатів у 1936 році. У 1941 році британська секретна розвідувальна служба доручила компанії John Waddington Ltd., ліцензованому виробнику гри у Сполученому Королівстві, створити спеціальне видання «Монополії» для військовополонених, яке поширювали на окупованих німцями територіях фальшиві благодійні організації. В ігрових наборах були заховані карта, компас та інструменти, корисні для втечі.
Hasbro придбала Parker Bros. у 1991 році та отримала таким чином права на гру «Монополія». Hasbro створила різні версій «Монополії», що доповнювалися в 1990-і правилами з інших ігор. Деякі видання присвячені конкретним містам і клітинки на них підписані як відповідні реальні місця, як-от вулиці; або відомим франшизам, телесеріалам тощо.
Починаючи з 2005 року у Великій Британії видається переглянута версія гри під назвою «Монополія тут і зараз» (Monopoly Here and Now), де змінено ігрові сценарії, властивості клітинок і фішки на сучасніші. В деяких наступних виданнях іграшкові гроші замінені дебетовими картками.

## Світовий чемпіонат
Компанія Hasbro організовує всесвітній чемпіонат із гри в Монополію. Перший чемпіонат світу з монополії відбувся в курорті Гроссінгера в Нью-Йорку в листопаді 1973 року, але до 1975 року туди не допускалися учасники не зі США. У 2009 році сорок один учасник змагався за титул чемпіона світу з монополій та грошову премію в розмірі 20 580 доларів.
Чемпіонат світу планували на 2021 рік, але його скасували через пандемію коронавірусу.
| Рік  | Місце проведення          | Переможець              | Національність  |
| ---- | ------------------------- | ----------------------- | --------------- |
| 1973 | Ліберті, Нью-Йорк         | Лі Бейрд                | США             |
| 1974 | Нью-Йорк                  | Алвін Олдрідж           | США             |
| 1975 | Вашингтон                 | Джон Мейр               | Ірландія        |
| 1977 | Монте-Карло               | Чонг Сенг Ква           | Сінгапур        |
| 1980 | Бермудські острови        | Чезаре Бернабеї         | Італія          |
| 1983 | Палм-Біч, Флорида         | Грег Джейкобс           | Австралія       |
| 1985 | Атлантік-Сіті, Нью-Джерсі | Джейсон Бунн            | Велика Британія |
| 1988 | Лондон                    | Ікуо Хякута             | Японія          |
| 1992 | Берлін                    | Йоост ван Ортен         | Нідерланди      |
| 1996 | Монте-Карло               | Крістофер Ву            | Гонконг         |
| 2000 | Торонто                   | Ютака Окада             | Японія          |
| 2004 | Токіо                     | Антоніо Сафра Фернандес | [ 25 ]          |
| 2009 | Лас-Вегас                 | Бйорн Халвард Кнаппског | [ 26 ]          |
| 2015 | Макао                     | Ніколо Фальконе         | [ 27 ]          |

## Цікаві факти
- У версії Monopoly Here & now: Word Edition є клітинка міста Київ[28].
- Найдовша гра у монополію тривала 70 днів[29].